# Paul Grande (NS-Opfer)
Paul Gerhard Grande (geboren 2. Juni 1913 in Schneidemühl; gestorben 24. Februar 1984 in Hannover) war ein deutscher KZ-Häftling und im Ausschuss für Wiederaufbau in Hannover für die Betreuung ehemaliger KZ-Häftlinge zuständig.

## Leben
Nach seiner Inhaftierung im KZ Auschwitz wurde er im Februar 1945 in das KZ Neuengamme verbracht und musste dort als sogenannter Rapportschreiber dienen, bis er am 6. April 1945 mit anderen überlebenden KZ-Häftlingen auf einen Todesmarsch nach Bergen-Belsen geschickt wurde.
Nachdem Grande auch das KZ Bergen-Belsen überlebt hatte, wurde er nach der Befreiung am 16. April 1945 im Ausschuss für Wiederaufbau Geschäftsführer beziehungsweise stellvertretender Vorsitzender im Unterausschuss für die Betreuung von ehemaligen KZ-Häftlingen. Im Unterschied zu dem Hauptausschuss, der durch die britische Militärregierung bereits zum 1. Juni 1945 aufgelöst wurde, wurde der „Konzentrationslager-Ausschuss“ erst 1950 aufgelöst.
Paul Gerhard Grande hat sich insbesondere um die Aufarbeitung der Geschichte der hannoverschen KZ-Außenlager Verdienste erworben.

### Zeuge beim 1. Frankfurter Auschwitz-Prozess
Paul Gerhard Grande wurde am 10. Juli 1964 am 64. Verhandlungstag des 1. Frankfurter Auschwitz-Prozesses als Zeuge vernommen. Während seiner Vernehmung gab Grande an, dass er im nationalsozialistischen Deutschen Reich rassisch verfolgt wurde und deswegen Dokumente gefälscht habe. Im Laufe des Prozesses stellte sich jedoch heraus, dass Grande schon vor der Machtergreifung durch die Nationalsozialisten wiederholt verurteilt worden war und gegenüber dem Gericht falsche Aussagen getätigt hatte. Grande wurde während der Weimarer Republik viermal und im Deutschen Reich sechsmal verurteilt.

#### Verurteilungen

##### Weimarer Republik
Grande wurde 1932 wegen fortgesetzten Betrugs und einfacher Urkundenfälschung in zwei Fällen zu drei Monaten und zwei Wochen Gefängnis verurteilt.  Weiters wurde Gerhard Grande vom Amtsgericht Waldenburg am 18. April 1932 wegen Betrugs zu sechs Wochen Gefängnis sowie am 12. September 1932 wegen Betrugs zu drei Wochen Gefängnis verurteilt. Am 30. Dezember 1932 wurde Grande zum vierten Mal wegen Betrugs und Unterschlagung in zwei Fällen sowie Diebstahl und schwerer Urkundenfälschung zu drei Monaten Gefängnis rechtmäßig verurteilt.

##### Deutsches Reich
Am 17. Juli 1933 wurde Grande wegen desselben Delikts, Betrug im Rückfall in zwei Fällen, erneut verurteilt. 1934 wurde er zu sechs Wochen wegen versuchter Erpressung verurteilt. Die Strafe wurde durch Amnestie erlassen. Am 6. Dezember 1935 wurde Grande durch das Schöffengericht Görlitz wegen fortgesetzten Betrugs zu einem Jahr Zuchthaus und drei Jahren Ehrverlust verurteilt. Durch das Schöffengericht Liegnitz wurde Grande am 24. September 1936 wegen Rückfallbetrugs in vier Fällen, in Tateinheit mit schwerer Urkundenfälschung, zu einem Jahr und sechs Monaten Zuchthaus verurteilt. Er verbüßte die Strafe am 28. März 1939. Zuletzt wurde Grande am 6. Dezember 1939 wegen Rückfallbetrugs in drei Fällen zu drei Jahren und sechs Monaten Zuchthaus und fünf Jahren Ehrverlust sowie Sicherungsverwahrung verurteilt.
Bundesrepublik Deutschland
Darüber hinaus wurde Grande 1947 im Zusammenhang mit einer Demonstration von Lagerinsassen und Interessenvertretern, die sich für Entschädigungen einsetzten, durch das Landgericht Hannover wegen Landfriedensbruch zu einem Jahr Freiheitsstrafe verurteilt. In diesem Verfahren wurde er von Henri Ormond als Rechtsanwalt vertreten, der im Frankfurter Auschwitz-Prozess ebenfalls als Nebenklagevertreter tätig war.

## Ehrungen
In Hannover-Wettbergen ist der Grandeweg nach ihm benannt.